# Comedia nueva

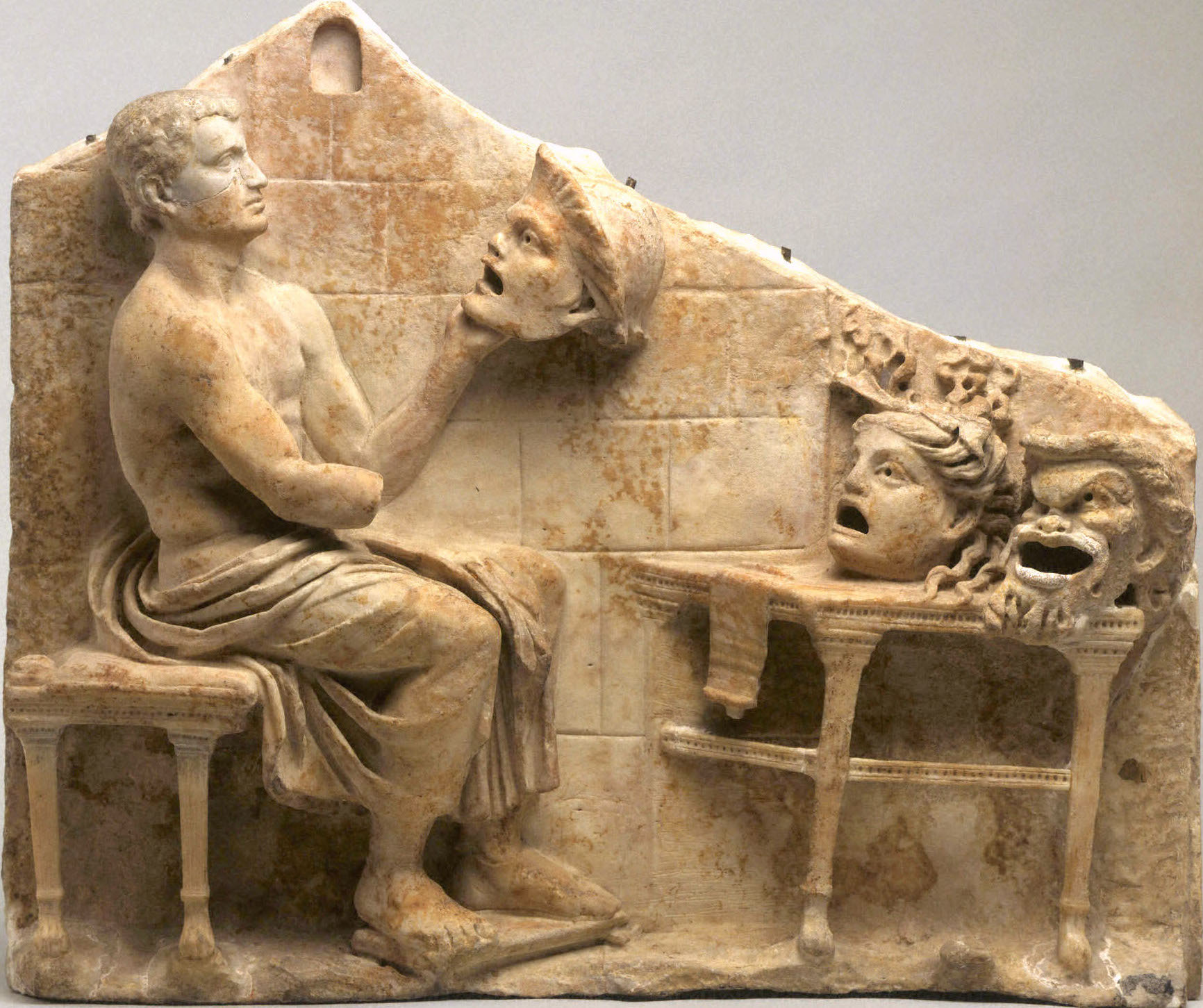
Relieve de un poeta sentado (Menandro) con máscaras de la comedia nueva,, Museo de Arte de la Universidad de Princeton

En el teatro de la Antigua Grecia, mientras el género de la tragedia desaparecía, la comedia tuvo un renacer al que los antiguos llamaron así: «comedia nueva», y supone el tercer y último período de la comedia griega antigua tras los períodos de: la comedia antigua (siglos V hasta el comienzo del IV a. C.) y la comedia media (desde finales del siglo V a. C. hasta el último tercio del siglo IV a. C.). La comedia nueva tuvo su momento de mayor apogeo durante el Helenismo, aunque el estilo de esta comedia se emplea hasta desde finales del siglo IV a. C., hasta bien entrado el siglo IV d. C..
Estas obras, diferentes de las comedias griegas antiguas y continuadoras de los motivos de la media, son piezas de costumbres que se extendieron por todo el oriente helenístico, con grandes éxitos. Las características y estructura cambiaron con respecto a la comedia llamada comedia antigua.

## Nueva estructura y temas
La forma de la comedia nueva helenística cambió con respecto a la que estuvo en vigor en el siglo IV a. C.. Desaparecieron el coro y la parábasis, el argumento fue dividido en cinco actos y se estableció un prólogo en el cual el autor presentaba sus opiniones.
El tema principal solía ser el amor, con toda clase de contrariedades a lo largo de la representación, llegando siempre a un final feliz. Los caracteres de los personajes eran el resultado de un minucioso estudio y aumentaron en número hasta llegar a ser 44: nueve de ancianos y adultos, 17 de mujeres, 11 de jóvenes y 7 de esclavos. El tono general de la obra siguió siendo alegre, utilizando el habla familiar de gente común como soldados, cocineros, esclavos que se veían siempre inmersos en situaciones cómicas y a veces grotescas.

### Los personajes
Aparecen estos nuevos personajes:
- Criado perezoso pero buen servidor de su amo
- Siervos de la gleba, es decir, esclavos agregados a una heredad que seguían manteniendo ese estado al cambiar de dueño
- Vieja nodriza
- Tío avaro
- Tutor ladrón
- Jovencita santurrona
- Cortesana

Uno de estos personajes se transformaba a menudo en el gracioso de la historia, como ocurrió más tarde en las comedias de Molière y de Tirso de Molina.

## Autores
Los más sobresalientes fueron: Dífilo, Filemón (c. 361 a. C.-c. 264 a. C.), Posidipo de Casandrea, Filípides, Apolodoro de Caristo y, sobre todo, Menandro de Atenas, conocido entre los eruditos bizantinos como la estrella de la comedia nueva y autor de 105 comedias.

## Comedia nueva en el arte
Han llegado hasta nuestros días infinidad de relieves donde se muestra alguna escena de este género, un mimo, un histrión engalanado con guirnaldas de flores u otros personajes. También existen pequeñas figuritas de cerámica que dan una perfecta visión del personaje que representan, de pícaros comediantes e incluso familiares. Muchas de estas obras están recogidas en los museos de Berlín, Atenas y Múnich.
En Pompeya se hallaron dos mosaicos firmados por Dioscórides de Samos que representan escenas de La mujer poseída de Menandro.